# Маврикийская кваква
Маврикийская кваква (лат. Nycticorax mauritianus) — вымерший вид птиц рода настоящих квакв (Nycticorax) семейства цаплевых, обитал на Маврикии. Она известна только по семи костным остаткам, состоящим из черепа, таза, клювовидного отростка, локтевой, лучевой кости и предплюсны, найденных в болоте Мар-о-Сонж. Была научно описана в 1893 году Эдвардом Ньютоном и Гансом Гадоу из Кембриджского университета. Предположительно, птицы вымерли в конце XVII века.